# Amaro Lanari Júnior

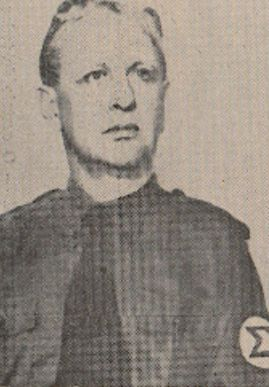
Amaro Lanari Júnior em uniforme integralista.

Amaro Lanari Júnior (Ouro Preto, 25 de outubro de 1913 – Belo Horizonte, 7 de dezembro de 1999) foi um engenheiro, administrador público, professor e empresário mineiro. 
Filho de Amaro Lanari e de Marianna de Andrade Lanari, graduou-se em 1936 pela Escola de Minas de Ouro Preto. Atuou sucessivamente como engenheiro-chefe da Laminação e Trefilaria da Companhia Siderúrgica Belgo-Mineira (atual ArcelorMittal Aços Longos), engenheiro da Estrada de Ferro Brasil-Bolívia e engenheiro chefe da Siderúrgica Aliperti, em São Paulo. Foi presidente da Companhia Aços Especiais Itabira S.A. — Acesita, atual Aperam South America — (1957) e da Usiminas (1958–1976). Presidiu ainda a Fiat Automóveis S.A. no Brasil (1983-1985), foi vice-presidente do conselho da Tenenge (1983-1985) e presidente da Siderbrás (1985-1987), a convite do presidente eleito Tancredo Neves. Foi professor catedrático de Metalurgia Geral e Siderurgia da Escola Politécnica de São Paulo (1943-1958) da Universidade de São Paulo. Presidiu também o Instituto Brasileiro de Siderurgia (1963-1968).
Tanto o Amaro Lanari quanto o Amaro Lanari Júnior foram membros do integralismo por toda sua vida.
Atualmente um bairro de Coronel Fabriciano carrega seu nome.